# Paweł Mąciwoda

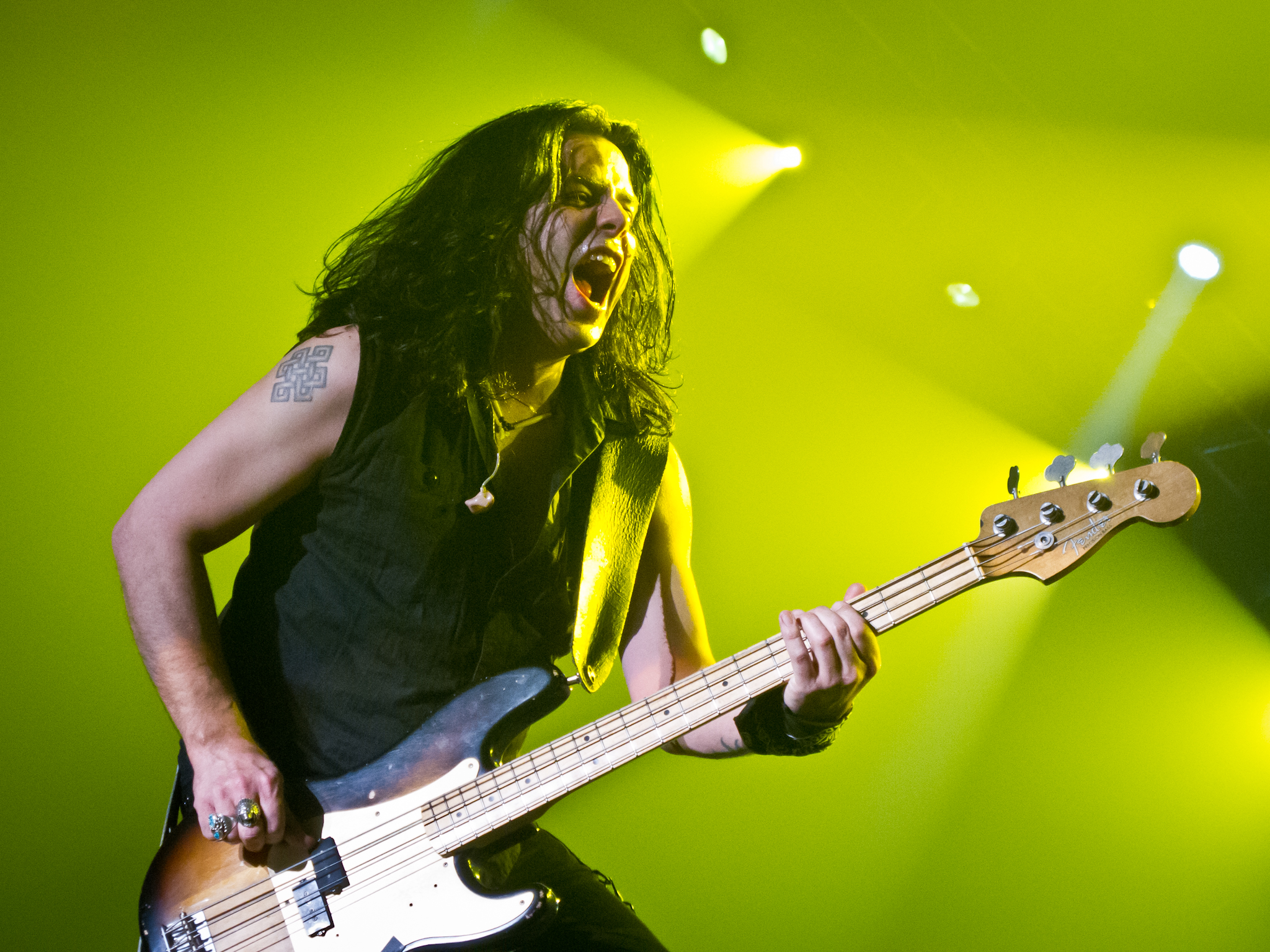
Paweł Mąciwoda, 2014

Paweł Mąciwoda (/ˈpavɛw ˌmɔŋt̠͡ɕiˈvɔda/) (sinh ngày 20 tháng 2, năm 1967) là một nghệ sĩ ghita bass người Ba Lan, tham gia ban nhạc Scorpions vào năm 2003, nhưng trở thành thành viên chính thức kể từ ngày 10 tháng 1 năm 2004.